# Mittelstetten (Rain)

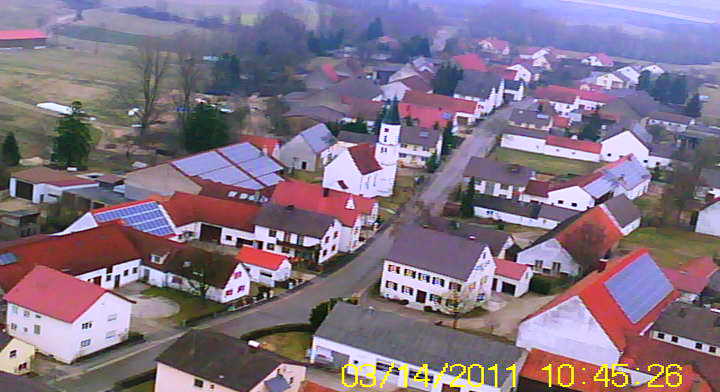
Luftaufnahme von Mittelstetten aus westlicher Richtung

Mittelstetten ist ein Gemeindeteil der Stadt Rain  im Landkreis Donau-Ries (Regierungsbezirk Schwaben, Bayern). Zur Gemarkung Mittelstetten gehört der Weiler Neuhof.

## Geographie und Verkehr
Das Kirchdorf Mittelstetten liegt direkt östlich von Rain in Richtung Staudheim und Burgheim im Donautal zwischen der Bundesstraße 16 von Ulm nach Ingolstadt im Norden, der Kreisstraße DON 39 von Rain nach Burgheim im Süden und der Staatsstraße 2047, die hier die Ostumfahrung von Rain bildet, im Westen.

## Neuhof
Der Neuhof wurde durch Kultivierung von 200 Tagwerk Moosgründen Anfang des 19. Jahrhunderts gegründet und gehörte zur Gemeinde Mittelstetten.

## Geschichte

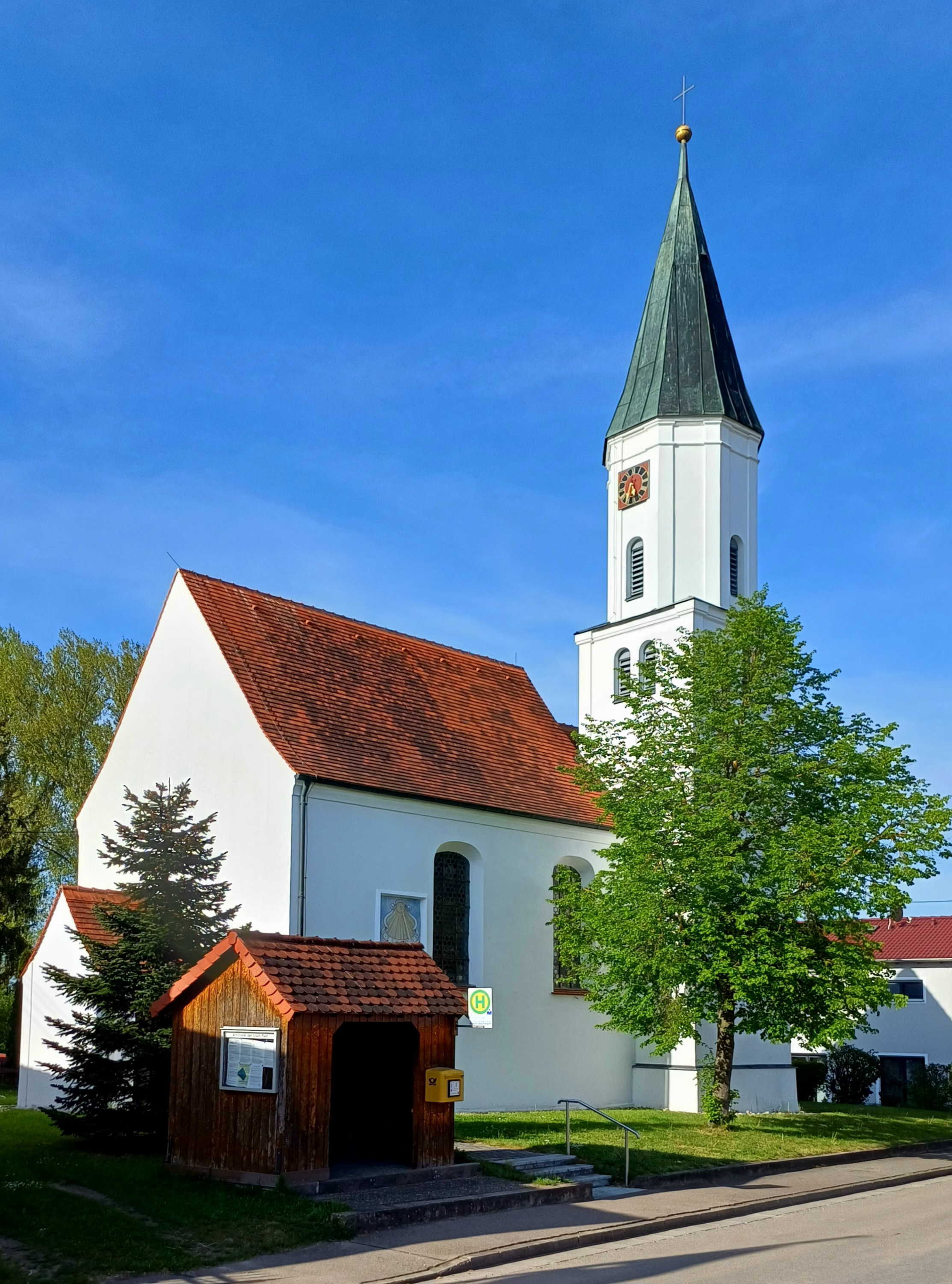
Filialkirche Sankt Georg

Wahrscheinlich wurde Mittelstetten erst im 10. Jahrhundert gegründet und zwar als Ausbausiedlung zwischen den Orten Staudheim und Brucklach bei Rain. Darauf deutet auch der Name hin. Erstmals erwähnt wurde es 1100 als eines der Güter, die der Graf von Scheyern dem Kloster Scheyern geschenkt hatte. In der Folge erwarb jedoch das Kloster Niederschönenfeld immer mehr Grundbesitz in Mittelstetten.

Die Gerichtsbeschreibung von 1752 führt 21 Anwesen auf, davon sieben mit dem Kloster Niederschönenfeld als Obereigentümer. Im Übrigen war der landgerichtsunmittelbare Ort Streubesitz; Kloster Scheyern bezog die Abgaben noch von zwei Anwesen, Kloster Kaisheim von einem ganzen Hof.

Die katholische Filialkirche Sankt Georg ist seit 1. Oktober 1838 eine Filiale der Stadtpfarrei Sankt Johannes Baptist in Rain und wurde um 1500 erbaut; vorher gehörte sie zu Gempfing.

## Gemeinde
Bei der Gemeindebildung zu Beginn des 19. Jahrhunderts kam Mittelstetten durch das erste Gemeindeedikt 1808 zum Steuerdistrikt Staudheim und wurde mit dem zweiten Gemeindeedikt 1818 eine eigenständige Ruralgemeinde im Landgericht Rain. Bei der Trennung von Justiz und Verwaltung kam der Ort in die Zuständigkeit des Bezirksamtes Aichach. Ab dem 1. Januar 1880 kam Mittelstetten (wie 38 der 42 Gemeinden des Gerichtsbezirkes Rain) wegen der verkehrsgünstigeren Anbindung zum Bezirksamt beziehungsweise Landkreis Neuburg an der Donau. Am 1. Juli 1972 wurde die Gemeinde im Zuge der Gebietsreform in Bayern dem Landkreis Donau-Ries zugeschlagen, der bis zum 1. Mai 1973 die Bezeichnung Landkreis Nördlingen-Donauwörth trug. Am 1. Januar 1977 folgte die Eingemeindung in die Stadt Rain.

## Baudenkmäler
- Filialkirche St. Georg mit Altargemälden von Liberat Hundertpfund.[6]